# Liste des épisodes de Digimon Adventure 02
Chronologie
Digimon Adventure Digimon Tamers
Digimon Adventure 02, ou Digimon 02, est une série de cinquante épisodes, suite de l’anime Digimon Adventure. L’anime est créé par Toei Animation et est diffusé pour la première fois au Japon sur la chaîne télévisée Fuji TV entre le 2 avril 2000 et le 25 mars 2001,. La série est réalisée par Hiroyuki Kakudō et produit par Keisuke Okuda, avec les chara-designs de Katsuyoshi Nakatsuru. La série se déroule quatre années après les événements de Digimon Adventure avec une nouvelle génération de digisauveurs luttant contre divers antagonistes dont l'Empereur des Digimon et MaloMyotismon. Elle emploie des éléments similaires à la précédente saison tels que les aller-retours entre le digimonde et monde réel et les altercations humoristiques entre personnages, notamment.
Exportée dans plus de quarante pays, dont en France, l'intégralité de la série est initialement diffusée du 3 septembre 2001 au 31 janvier 2002 sur Fox Kids, puis sur la chaine nationale TF1 dans l’émission TF! Jeunesse du 8 septembre 2001 au 29 juin 2002 sans que l'entièreté de la série soit diffusée. Elle est rediffusée sur la chaîne du canal par satellite Tfou TV, de 2003 à 2008. Au Québec sur la chaîne Télétoon et en Belgique, sur la chaîne Club RTL. Vingt ans plus tard, la version française intègre le catalogue à la demande de Anime Digital Network le 20 mars 2020 et la version japonaise intègre le catalogue de Crunchyroll, le 30 avril 2021,. Digimon Adventure 02 est également diffusée depuis le 12 juillet 2022 sur Pluto TV.
Le doublage français est, comme pour la première saison, effectué par le studio SOFI depuis la version traduite (et remaniée) américaine. Également dérivé des épisodes de Digimon Adventure 02, le magazine homonyme traduit par Panini Comics France à Issy-les-Moulineaux, est commercialisé en France à partir de novembre 2001 (un mois après la fin de la première saison) ; les chapitres de la deuxième saison du magazine prennent fin douze mois plus tard en septembre 2002, pour laisser place à l'adaptation de la troisième saison Digimon Tamers.
Dans un sondage publié en 2001 par le mensuel japonais Animage auprès de ses lecteurs, Digimon Adventure 02 figure en 17e position sur la liste des anime à retenir pour le XXIe siècle, à égalité avec le film Mon voisin Totoro. Avec Power Rangers, Digimon Adventure 02 est l'une des séries les plus populaires du Fox Kids américain pendant sa diffusion et contribue à la forte audience de la chaîne, battant des concurrents tels que ABC, Kids' WB et Nickelodeon. C'est également le cas au Royaume-Uni sur Fox Kids et en France sur TF1, où Digimon connaît le plus fort taux de croissance en 2001 avec un volume horaire de quarante-deux heures, un niveau horaire atteint pour de l'animation japonaise comparable à celui observé en 1996 avant la disparition du Club Dorothée.
Le compositeur de la version japonaise est Takanori Arisawa. Le générique de début est Target ~Akai Shōgeki~ par Koji Wada. Les deux génériques de fin sont Ashita wa Atashi no Kaze ga Fuku et Itsumo Itsudemo interprété par Ai Maeda. Les compositions de la version américaine et française sont de Udi Harpaz, Amotz Plessner, Shuki Levy, Paul Gordon, Kussa Mahchi, Deddy Tzur, Andrew R. Muson et exécutées par l'orchestre symphonique de Tel Aviv,. Le générique de la série en français s'intitule Digimon, interprété par Claude Vallois (C. et C. Vallois), interprète français de la bande originale ska-punk-pop de la version américaine.

## Liste des épisodes
Titres des épisodes de la version française doublée et entre parenthèses, de la version sous-titrée par Titrafilm en 2021 pour Crunchyroll
| No | Titre français                     | Titre japonais                             | Titre japonais                                                                 | Date de 1re diffusion             |
| No | Titre français                     | Kanji                                      | Rōmaji                                                                         | Date de 1re diffusion             |
| --- | ---------------------------------- | ------------------------------------------ | ------------------------------------------------------------------------------ | --------------------------------- |
| 1 | L’arrivée de Flamedramon           | 勇気を受け継ぐ者                           | Yūki o Uketsugu Mono (L'héritier du courage)                                   | 2 avril 2000 3 septembre 2001     |
| L’histoire reprend 3 ans après les évènements lorsque Tai trouve un chemin vers le digimonde et sait Agumon en danger. Trois nouveaux digisauveurs – Davis, Yolei et Cody – reçoivent leurs digivices. Izzy trouve un portail vers le digimonde que T.K. et Kari ainsi que Davis traversent pour aller aider Tai. Patamon et Gatomon retrouvent alors T.K. et Kari. Davis rencontre Veemon, son partenaire. Veemon s’hyperdigivolve en Flamedramon pour combattre un Monochromon contrôlé par l’Empereur des digimon. |                                    |                                            |                                                                                |                                   |
| 2 | La nouvelle Équipe                 | デジタルゲートオープン                     | Dejitaru Gēto Ōpun (L'ouverture de la porte digitale)                          | 9 avril 2000 15 septembre 2001,   |
| Tout le groupe d’anciens digisauveurs (à part Mimi) se réunissent pour parler de la crise dans le digimonde. Davis, Yolei, Cody, Sora, Izzy, T.K. et Kari vont dans le digimonde. Sora et Izzy retrouvent Biyomon et Tentomon, Yolei et Cody rencontrent leurs partenaires Hawkmon et Armadillomon qui s’hyperdigivolvent en Halsemon et Digmon. Davis et Veemon sont capturés par l’Empereur des digimon et les autres doivent le délivrer. |                                    |                                            |                                                                                |                                   |
| 3 | Nouvelles données                  | デジメンタルアップ                         | Dejimentaru Appu (Digimental Up !)                                             | 16 avril 2000 22 septembre 2001   |
| Le groupe traverse une fois encore le portail vers le digimonde attaqué par l’Empereur des digimon. Alors qu’ils se cachent de lui, T.K. et Kari découvrent leurs propres digi-œufs, permettant à Gatomon et Patamon de s’hyperdigivolver en Nefertimon et Pegasusmon. |                                    |                                            |                                                                                |                                   |
| 4 | Un digimon agressif                | 闇の王デジモンカイザー                     | Yami no Ō Dejimon Kaizā (L'Empereur des Digimon, roi des ténèbres !)           | 23 avril 2000 29 septembre 2001   |
| Gabumon est capturé après avoir sauvé un village de Gazimon. Il s’échappe mais il est sérieusement blessé. Matt et les nouveaux digisauveurs vont dans le digimonde pour le sauver. Après une bataille contre un RedVegiemon sous l’emprise d’une Tour Noire, Gabumon se digivolve en Garurumon et le combat tourne à son avantage. La tour est détruite et tout le monde est sauvé. |                                    |                                            |                                                                                |                                   |
| 5 | Une valeur sûre                    | ダークタワーを倒せ                         | Dāku Tawā o Taose (Abattez les tours noires !)                                 | 30 avril 2000 6 octobre 2001      |
| Gomamon est pris en otage par l’Empereur des digimon. Joe part avec les nouveaux sauveurs pour le sauver. Mais lorsqu’ils retournent dans le digimonde, Cody est blessé, et Joe reste pour l’aider. Pendant que les autres attaquent, Joe et Cody sont blessés par un Shellmon et un Ebidramon. Digmon les combat et libère Shellmon mais Ebidramon lui n’est pas combattu. Par chance, les autres détruisent la Tour Noire et Gomamon se digivolve en Ikkakumon, libérant Digmon et détruisant Ebidramon. |                                    |                                            |                                                                                |                                   |
| 6 | Un beau pique-nique                | 危険なピクニック                           | Kiken na Pikunikku (Un pique-nique risqué)                                     | 7 mai 2000 13 octobre 2001        |
| Mimi (de passage au Japon) et les nouveaux digisauveurs partent pour un pique-nique dans le digimonde. Mais Mimi tombe dans un trou, avec Yolei, et sont séparées du reste du groupe. Elle rencontre Palmon, mais sont toutes les trois attaquées par deux frères Roachmon qui sont sous l’emprise de l’Empereur. Après avoir piégé les frères Roachmon, la tour noire est détruite et Palmon se digivolve en Togemon et les combat. |                                    |                                            |                                                                                |                                   |
| 7 | L’ange gardien                     | ヒカリノキオク                             | Hikari no Kioku (La mémoire d'Hikari)                                          | 14 mai 2000 20 octobre 2001       |
| Après avoir détruit une tour noire localisée dans une ville, Kari est séparée du reste du groupe. Davis et T.K. reviennent pour la sauver. Kari réussit enfin à libérer Andromon de l’emprise d’un anneau noir et celui-ci détruit la tour noire. |                                    |                                            |                                                                                |                                   |
| 8 | Le secret de Ken                   | デジモンカイザーの孤独                     | Dejimon Kaizā no Kodoku (La solitude de l'Empereur)                            | 21 mai 2000 27 octobre 2001       |
| L’équipe de football de Davis joue contre celle de Ken Ichijouji. Les digisauveurs découvrent plus tard qu’il est l’Empereur des digimon. |                                    |                                            |                                                                                |                                   |
| 9 | L’empereur s’installe              | イービルリング魔力の暴走                   | Ībiru Ringu Maryoku no Bōsō (Une force incontrôlable !)                        | 28 mai 2000 3 novembre 2001       |
| Ken fuit de chez lui, préférant retourner dans le digimonde. Il capture Agumon, et le force à se digivolver au niveau Ultime, ce qui provoque l'apparition de l'incontrôlable SkullGreymon. SkullGreymon à bout de souffle se dé-digivolve en Agumon, mais l’Empereur arrive quand même à mettre son plan à exécution. |                                    |                                            |                                                                                |                                   |
| 10 | Le digimon prisonnier              | 敵はメタルグレイモン                       | Teki wa MetaruGureimon (Gare au MetalGreymon !)                                | 4 juin 2000 10 novembre 2001      |
| Ken, furieux de son incapacité à contrôler SkullGreymon, travaille sur une spirale maléfique. Wormmon, dans l’espoir que Ken ne réussisse pas à la créer, libère Agumon. Cependant, alors qu’il retourne aux côtés de Tai, Ken le capture de nouveau grâce à une spirale, et le fait se digivolver en Metalgreymon (mode virus) et attaquer les digisauveurs. |                                    |                                            |                                                                                |                                   |
| 11 | Une solide amitié                  | 青い稲妻ライドラモン                       | Aoi Inazuma Raidoramon (Lighdramon, l'éclair bleu)                             | 11 juin 2000 17 novembre 2001     |
| Après avoir trouvé un nouveau digi-œuf, les digisauveurs sont attaqués par Flymon et MetalGreymon, sous le contrôle de la nouvelle spirale de l’Empereur. Flymon faillit détruire Patamon, mais Tentomon réussit à trouver Garurumon pour qu’il le sauve. Davis réussit finalement à activer le digi-œuf (après avoir prouvé son amitié à Veemon). Veemon s’hyperdigivolve en Raidramon et lui et Garurumon détruisent la spirale, délivrant Agumon. |                                    |                                            |                                                                                |                                   |
| 12 | Le bon, la brute et le digimon     | デジモン牧場の決闘                         | Dejimon Bokujō no Kettō (Duel au ranch des Digimon)                            | 18 juin 2000 24 novembre 2001     |
| Biyomon manque et l’équipe (excepté T.K. et Kari), accompagnée de Sora, atterrit dans une ville fantôme tirée d’un film de cowboys. Starmon, sous le contrôle de Ken, enferme les digisauveurs en prison. Les filles du groupe sont délivrées par Deputymon qui leur fait jouer aux cartes. Les garçons réussissent à faire s’hyperdigivolver Veemon en Flamedramon et combattent Starmon. Flamedramon bat Starmon et l’envoie valser dans une tour noire, la détruisant et le délivrant ainsi de l’emprise de l’Empereur. |                                    |                                            |                                                                                |                                   |
| 13 | La voix de son maître              | ダゴモンの呼び声                           | Dagomon no Yobigoe (L'appel de Dagomon)                                        | 25 juin 2000 1er décembre 2001    |
| Kari est attirée dans un monde autre que le monde réel et proche de celui du digimonde. T.K., Gatomon et Patamon la suivent, et ensemble, combattent Airdramon. Patamon s’hyperdigivolve en Pegasusmon et détruit la tour noire. Les créatures, les Divermon, qui ont amené Kari dans leur monde, veulent la capturer, mais Angewomon la délivre et ils parviennent à s’échapper. T.K. dit à Kari à quel point il tenait à elle. À la fin de l’épisode, Dragomon est aperçu sortant étrangement de la mer. |                                    |                                            |                                                                                |                                   |
| 14 | Le samouraï de la sincérité        | 疾風のシュリモン                           | Shippū no Shurimon (La rafale de vent, Shurimon)                               | 2 juillet 2000 8 décembre 2001    |
| Les nouveaux digisauveurs mangent. Le propriétaire du restaurant, Digitamamon, devient furieux car ils n’ont pas de quoi payer. Michael et Mimi viennent dans le restaurant et payent l’addition. Plus tard, Digitamamon est contrôlé par l’Empereur et attaque Mimi. Yolei active son digi-œuf de la Sincérité et fait s’hyperdigivolver Hawkmon en Shurimon (après avoir à moitié crié sur Digitamamon) et libère Digitamamon de la spirale infernale. |                                    |                                            |                                                                                |                                   |
| 15 | Un très gros problème              | シュリモン武芸帳                           | Shurimon Bugeichō (L'art Ninja de Shurimon)                                    | 16 juillet 2000 15 décembre 2001  |
| Les digisauveurs atterrissent dans une ville. Alors qu’ils libèrent des Floramon et Mushroomon de l’emprise de leurs anneaux, ils rencontrent ShogunGekomon. Peu après, Ninjamon met une spirale sur ShogunGekomon et les digisauveurs doivent l’arrêter. |                                    |                                            |                                                                                |                                   |
| 16 | 20 000 digi-lieues sous les mers   | サブマリモン海底からの脱出                 | Sabumarimon Kaitei kara no Dasshutsu (L'évasion sous-marine, Sabmarimon)       | 23 juillet 2000 22 décembre 2001  |
| Un MegaSeadramon réussit à bloquer les digisauveurs sur une plateforme pétrolière. Cody admet avoir peur de l’eau et les autres tentent de l’aider à surmonter sa peur. Il va trouver Joe et sauvent ensemble le reste de l’équipe. Pendant ce temps, les autres trouvent le digi-œuf de la Responsabilité, le second digi-œuf de Cody. Cody ne peut accepter d’avoir menti à son grand-père. Mais grâce aux paroles de Joe, son digi-œuf s’illumine. Les autres sont sauvés par Joe et un Whamon pendant que Submarimon et Ikkakumon battent et libèrent MegaSeadramon. À la fin, Submarimon explore les profondeurs de la mer avec Cody.                                |                                    |                                            |                                                                                |                                   |
| 17 | Une ombre angoissante              | お台場メモリアル                           | Odaiba Memoriaru (Le mémorial d'Odaiba)                                        | 30 juillet 2000 29 décembre 2001  |
| Les digisauveurs, anciens comme nouveaux, commémorent les évènements d’il y a trois ans. Pendant ce temps, la chaîne de TV japonaise a des problèmes techniques et clame que c’est un fantôme qui cause le problème. Les digisauveurs découvrent que le fantôme est en réalité Wizardmon. Wizardmon leur transmet un message énigmatique pour leur révéler le moyen de battre l’Empereur des digimon, avant de disparaître. |                                    |                                            |                                                                                |                                   |
| 18 | Doucement Yolei                    | カイザーの基地を追え!                      | Kaizā no Kichi o Oe (Trouvons le Q.G. de l'Empereur !)                         | 6 août 2000 5 janvier 2002        |
| Les digisauveurs reviennent dans le digimonde pour trouver la base de Ken. Tai, Matt, et Izzy emmènent le père de Matt à un camp de vacances pour éviter tout soupçon. Le groupe est suivi par Jun, la sœur de Davis, et réussit à la semer. Pendant ce temps, Yolei s’emporte et est suivie par Sora et Biyomon. Au même moment, Ken tente de créer un monstre à l’aide de plusieurs parties du corps de certains digimon. |                                    |                                            |                                                                                |                                   |
| 19 | Le retour d’un vieil ennemi        | 合成魔獣キメラモン                         | Gōsei Majū Kimeramon (Le monstre synthétique, Chimeramon)                      | 13 août 2000 12 janvier 2002      |
| Tous les nouveaux sauveurs (excepté Davis) s’infiltrent dans la base de Ken. Devimon apparaît, et T.K. devient furieux lorsqu’il se rappelle ce qu’il a fait à Patamon lors de leur dernière rencontre et frappe Ken. Lorsque Ken s’échappe face à T.K., il libère son nouveau digimon, Kimeramon. |                                    |                                            |                                                                                |                                   |
| 20 | Les ténèbres avant l’aube          | 超絶進化! 黄金のマグナモン                 | Chōzetsu Shinka! Ōgon no Magunamon (L'Évolution transcendante ! Magnamon doré) | 20 août 2000 19 janvier 2002      |
| Kimeramon réussit apparemment à vaincre les nouveaux digisauveurs. Wormmon conduit Davis et Veemon à la source de la base. Dans cette salle est implanté un digi-œuf, celui-ci aide Davis à hyper-digivolver Veemon en Magnamon. |                                    |                                            |                                                                                |                                   |
| 21 | La gentillesse paye toujours       | サヨナラ、賢ちゃん…                        | Sayonara, Ken-chan… (Au revoir, Ken...)                                        | 27 août 2000 26 janvier 2002      |
| Kimeramon et Magnamon se battent. La base de Ken explose, et Wormmon donne tout son pouvoir pour aider Magnamon à vaincre Kimeramon. Magnamon détruit Kimeramon, et Ken est anéanti de voir que Wormmon est mort comme l’était son grand frère, Sam. Davis trouve le Symbole de la Gentillesse sur le sol et le donne à Ken, et lui dit de retourner auprès de sa famille. Les digisauveurs retournent dans le monde réel et rejoignent l’autre groupe au camp de vacances. |                                    |                                            |                                                                                |                                   |
| 22 | Davis crie au loup                 | 豪勇進化! エクスブイモン                   | Gōyū Shinka! EkusuBuimon (L'Évolution intrépide ! XV-mon)                      | 3 septembre 2000 2 février 2002   |
| Les digisauveurs retournent dans le digimonde pour aider les digimon à rebâtir leur monde. Davis, tentant d’attirer l’attention de Kari, veut que Veemon se digivolve naturellement (sans digi-œuf) comme Patamon. Ses efforts ne font qu’énerver un Tortomon qui les chasse par la suite. Veemon se digivolve en ExVeemon pour le combattre. |                                    |                                            |                                                                                |                                   |
| 23 | La genèse du mal                   | デジヴァイスが闇に染まる時                 | Dejivaisu ga Yami ni Somaru Toki (Le Digivice teinté par les ténèbres)         | 10 septembre 2000 9 février 2002  |
| Ken se remémore les souvenirs à propos de son grand frère Sam, son digivice, l’e-mail qu’il a reçu, et la première fois qu’il est venu dans le digimonde (malgré son amnésie temporaire dans le monde réel). Il retourne dans le digimonde et trouve Leafmon, la forme bébé de Wormmon, dans le Village des bébés digimon. |                                    |                                            |                                                                                |                                   |
| 24 | Un allié écrasant                  | 大地の装甲アンキロモン                     | Daichi no Sōkō Ankiromon (L'armure de la terre, Ankylomon)                     | 17 septembre 2000 16 février 2002 |
| Davis, Kari et T.K. découvrent que leur digimon ne peut plus se digivolver naturellement bien que les tours noires aient été détruites et que l’Empereur des digimon ait été vaincu. Cody est attaqué par Thundermon, ce qui conduit à la digivolution inattendue d’Armadillomon en Ankylomon. Ken aperçoit une étrange femme dans sa chambre et celle-ci ne lui dira pas son nom. Les sauveurs sont dans le doute lorsque Thundermon est tué par Ken et un mystérieux digimon. |                                    |                                            |                                                                                |                                   |
| 25 | Un renfort de poids                | 大空の騎士アクィラモン                     | Ōzora no Kishi Akuiramon (Le guerrier du ciel, Aquilamon)                      | 24 septembre 2000 23 février 2002 |
| La mystérieuse femme change les tours noires en digimon. Elle en transforme une en Rockmon qui essaye de détruire un barrage. Les digisauveurs ne peuvent pas le détruire et sont forcés d’appeler Ken et Stingmon (niveau champion de Wormmon) pour les aider à détruire Rockmon. Après avoir appris un peu plus sur les tours noires et sur ce qu’est devenu Ken par Palmon, Yolei est capable d’aider Hawkmon à se digivolver en Aquilamon qui détruit Rockmon. |                                    |                                            |                                                                                |                                   |
| 26 | L’union fait la force              | ジョグレス進化 今、心をひとつに            | Joguresu Shinka Ima, Kokoro o Hitotsu ni (L'Évolution Jogress, 2 cœurs en un)  | 1er octobre 2000 7 janvier 2002   |
| Les sauveurs aperçoivent la base de Ken sur le point d’exploser. Okuwamon, un digimon créé à partir de 10 tours noires, attaque les digisauveurs. Ken arrive, et Davis lui parle d’amitié. Soudain, ExVeemon et Stingmon fusionnent en Paildramon. |                                    |                                            |                                                                                |                                   |
| 27 | Fusion ou confusion ?              | 無敵合体! パイルドラモン                   | Muteki Gattai! Pairudoramon (Une invincible fusion ! Paildramon)               | 8 octobre 2000 8 janvier 2002     |
| Paildramon et Okuwamon se battent et Paildramon détruit Okuwamon. Ken pose son symbole de la gentillesse dans sa base, mais rien ne se passe. Paildramon détruit entièrement la base et Izzy explique aux sauveurs la digivolution ADN et le fait que les digimon ne peuvent plus devenir des ultimes. |                                    |                                            |                                                                                |                                   |
| 28 | Un piège diabolique                | 昆虫使いの罠!!                             | Konchū Tsukai no Wana!! (Le piège de la charmeuse d'insectes !)                | 15 octobre 2000 9 janvier 2002    |
| Les sauveurs arrivent dans une énorme demeure, endroit dans lequel l’étrange femme les attend avec impatience. Alors qu’il se dirige vers elle, le groupe est attaqué par un tas de digimon insectes. Lorsqu’ils aperçoivent cette femme araignée, celle-ci utilise sa flûte pour contrôler Stingmon et les autres digimon insectes du groupe. |                                    |                                            |                                                                                |                                   |
| 29 | Une méchante araignée              | アルケニモン 蜘蛛女のミス                  | Arukenimon Kumojo no Misu (L'erreur de la femme araignée, Archnemon)           | 22 octobre 2000 10 janvier 2002   |
| Yolei crée une parade contre la musique jouée par l’araignée. Celle-ci révèle alors sa forme originale de digimon, Arukenimon. Alors que le groupe est sur le point de la vaincre, un autre digimon, Mummymon, vient à son aide. |                                    |                                            |                                                                                |                                   |
| 30 | Gare à l’anti-héros                | 暗黒究極体ブラックウォーグレイモン         | Ankoku Kyūkyokutai BurakkuWōGureimon (La naissance de BlackwarGreymon)         | 29 octobre 2000 11 janvier 2002   |
| Alors que les doutes de Cody envers Ken forcent Ken à quitter le groupe, Mummymon et Arukenimon créent BlackWarGreymon à partir d’une centaine de tours noires. Yolei réussit à ramener Ken dans le groupe et ainsi apparaît Paildramon, BlackWarGreymon gagne face aux digisauveurs sans le moindre effort, mais refuse de finir son travail, et fuit Mummymon et Arukenimon, pour chercher un adversaire digne de lui. |                                    |                                            |                                                                                |                                   |
| 31 | Les extrêmes s’attirent            | 愛の嵐シルフィーモン                       | Ai no Arashi Shirufīmon (La tempête d'amour, Silphymon)                        | 5 novembre 2000 12 janvier 2002   |
| Alors qu’ils cherchent l’anneau de la queue de Gatomon, Yolei, Kari, Ken et leurs digimon tombent dans l’océan des ténèbres. Lorsqu’ils sont attaqués par Blossomon, une autre création d’Arukenimon, Gatomon et Aquilamon fusionnent en Silphymon (seulement après que Yolei a mis une baffe à Kari, quelque chose que Kari a également fait plus tôt dans l’épisode) et détruit Blossomon, les libérant. Cependant, ils ne trouvent toujours pas l’anneau de Gatomon. |                                    |                                            |                                                                                |                                   |
| 32 | A-t-il un cœur ?                   | 謎の遺跡ホーリーストーン                   | Nazo no Iseki Hōrī Sutōn (Les ruines mystérieuses, Holy Stone)                 | 12 novembre 2000 13 janvier 2002  |
| BlackWarGreymon a une discussion sérieuse avec Agumon à propos de la vie. Arukenimon et Mummymon tournent leur attention sur les Pierres du Destin, et en détruisent une causant à BlackWarGreymon une énorme souffrance. |                                    |                                            |                                                                                |                                   |
| 33 | Rencontres surprises               | 今日のミヤコは京の都                       | Kyō no Miyako wa Kyō no Miyako (Miyako en voyage à Kyoto)                      | 19 novembre 2000 14 janvier 2002  |
| Yolei, pendant son voyage scolaire, rencontre BlackWarGreymon et de nombreux autres digimon dans le monde réel après qu’il a détruit une autre pierre du destin. Ken amène son Poromon, et l’aide à combattre le digimon jusqu’à ce qu’ils reviennent dans le digimonde après avoir battu Musyamon en le faisant revenir dans le digimonde à travers un ordinateur portable. |                                    |                                            |                                                                                |                                   |
| 34 | Un sombre destin                   | ホーリーポイントを守れ                     | Hōrī Pointo o Mamore (Protégez les Holy Point)                                 | 24 novembre 2000 15 janvier 2002  |
| Lorsque BlackWarGreymon détruit la troisième pierre, un digimon apparaît brièvement et BlackWarGreymon est convaincu que c’est son adversaire, celui qui est digne de lui. Par la suite il détruit aussi la quatrième pierre. |                                    |                                            |                                                                                |                                   |
| 35 | L’intervention de Cody             | 爆進! ブラックウォーグレイモン             | Bakushin! BurakkuWōGureimon (L'assaut de BlackWarGreymon)                      | 3 décembre 2000 16 janvier 2002   |
| Cody, inquiet de T.K., va voir Matt, qui lui dit à quel point T.K. souffre des blessures du combat contre Devimon. BlackWarGreymon détruit l’une des deux dernières pierres du destin, après avoir détruit la cinquième pierre. |                                    |                                            |                                                                                |                                   |
| 36 | À la soupe                         | 鋼の天使シャッコウモン                     | Hagane no Tenshi Shakkoumon (L'ange de métal, Shakkomon !)                     | 10 décembre 2000 17 janvier 2002  |
| Les digisauveurs partent pour manger dans un autre restaurant tenu par Digitamamon. Arukenimon et Mummymon sont déjà dedans, tentant d’obtenir les ingrédients de sa soupe. Lorsqu’il refuse, ils regardent par eux-mêmes et découvrent la dernière pierre du destin. BlackWarGreymon se montre et Angemon et Ankylomon fusionnent en Shakkoumon. |                                    |                                            |                                                                                |                                   |
| 37 | Le dragon de Kyoto                 | 巨大究極体チンロンモン                     | Kyodai Kyūkyokutai Chinronmon (Azulongmon, le Mega-ultime)                     | 17 décembre 2000 18 janvier 2002  |
| Pendant que Shakkoumon combat BlackWarGreymon, Davis a l’idée de déplacer la pierre à l’aide des digivices. En essayant de la bouger, ils invoquent Azulongmon, le digimon qui est apparu plus tôt dans la saison lorsque BlackWarGrreymon avait cru apercevoir son adversaire. BlackWarGreymon attaque Azulongmon mais il est rapidement repoussé, et part. Après avoir expliqué le véritable but des tours noires et des digivolutions ADN, Azulongmon avertit le groupe d’un véritable ennemi, celui qui contrôle Arukenimon et Mummymon. Plus tard, Davis aperçoit une tour noire dans le monde réel.                                                                 |                                    |                                            |                                                                                |                                   |
| 38 | Joyeux Noël                        | ホーリーナイト デジモン大集合!             | Horī Naito Dejimon Daishūgō! (Réunion de Digimon à Noël !)                     | 24 décembre 2000 19 janvier 2002  |
| Alors que Noël approche, les digisauveurs sont d’humeur festive. Un groupe de digimon gâche le concert de Matt et l’équipe doit les arrêter. Paildramon, Silphymon et Shakkoumon finissent le boulot. |                                    |                                            |                                                                                |                                   |
| 39 | Toujours plus                      | 全員出動! インペリアルドラモン             | Zen’in Shutsudō! Inperiarudoramon (En avant ! L'Imperialdramon)                | 7 janvier 2001 20 janvier 2002    |
| Grâce à Azulongmon, Paildramon se digivolve en Imperialdramon. |                                    |                                            |                                                                                |                                   |
| 40 | Le tour du monde, première partie  | ニューヨーク香港大混戦!                    | Nyū Yōku Honkon Daikonsen! (Opérations à New York et Hong-Kong !)              | 14 janvier 2001 21 janvier 2002,  |
| Les digisauveurs japonais coopèrent avec ceux du monde entier. Mimi et Davis font équipe avec les digisauveurs américains pendant que Kari et Izzy partent à Hong Kong. |                                    |                                            |                                                                                |                                   |
| 41 | Le tour du monde, deuxième partie  | サンゴとベルサイユ大乱戦!                  | Sango to Berusaiyu Dairansen! (Opérations Australie et France !)               | 21 janvier 2001 22 janvier 2002,  |
| En Australie, Cody et Joe rencontrent Derek et son Crabmon pour combattre des digimon marins. En France, à Paris, T.K. et Tai reçoivent l’aide du grand-père de T.K et partent à Versailles pour sauver une digisauveuse française et son Floramon des griffes de BigMamemon, MetalMamemon et Mamemon. |                                    |                                            |                                                                                |                                   |
| 42 | Le tour du monde, troisième partie | 恋とボルシチ大激戦!                        | Koi to Borushichi Daigekisen! (Opérations au Mexique et en Russie !)           | 28 janvier 2001 23 janvier 2002   |
| Ken et Matt font équipe avec des digisauveurs mexicains, pendant que Sora et Yolei font équipe avec ceux de Russie et de Sibérie. Yolei et Sora perdent l’avantage à cause des conditions climatiques. Avant qu’elles ne soient vaincues, elles sont sauvées par Imperialdramon. Ils retournent tous au Japon, juste à temps pour célébrer Noël. Cependant, Arukenimon et Mummymon manigancent quelque chose. |                                    |                                            |                                                                                |                                   |
| 43 | Daemon                             | デーモン軍団の襲来                         | Dēmon Gundan no Shūrai (L'assaut de l'armée de Creepymon)                      | 4 février 2001 24 janvier 2002    |
| Un nouvel ennemi, Daemon, apparaît. Avec l’aide du pouvoir d’Azulongmon, Imperialdramon gagne face à SkullSatanmon en se digivolvant en Imperialdramon Mode Combattant grâce aux sacrifices des pouvoirs des anciens digimon. Malheureusement, l’équipe n’a d’autre choix que de détruire SkullSatanmon, un choix qu’ils regrettent profondément. |                                    |                                            |                                                                                |                                   |
| 44 | La spore noire                     | 暗黒デジモンとの死闘                       | Ankoku Dejimon to no Shitō (Le combat à mort des Digimon maléfiques)           | 11 février 2001 25 janvier 2002   |
| Yukio Oikawa et ses acolytes kidnappent Ken, et utilisent ses spores noires pour les implanter dans d’autres enfants. Pendant ce temps, les serviteurs de Daemon doivent tuer les digisauveurs. |                                    |                                            |                                                                                |                                   |
| 45 | La porte des ténèbres              | 暗黒のゲート                               | Ankoku no Gēto (La porte des ténèbres)                                         | 18 février 2001 26 janvier 2002   |
| Oikawa tente d’échapper à Daemon qui veut récupérer Ken, avant que Davis n’intervienne. Les autres digisauveurs arrivent, et avec leur aide, Ken est capable d’ouvrir un portail vers l’océan des ténèbres pour y envoyer Daemon. |                                    |                                            |                                                                                |                                   |
| 46 | Le duel des Wargreymons            | ブラックウォーグレイモンVSウォーグレイモン | BurakkuWōGureimon VS WōGureimon (BlackWarGreymon contre WarGreymon)            | 25 février 2001 27 janvier 2002   |
| BlackWarGreymon vient à la rencontre d'Oikawa, qui lui explique ses origines. Le digimon tente de détruire Oikawa, mais il est finalement arrêté par WarGreymon et Imperialdramon. Après un énorme combat, ils tentent de sympathiser avec BlackWarGreymon. |                                    |                                            |                                                                                |                                   |
| 47 | Un destin très noir                | ブラックウォーグレイモンの封印             | BurakkuWōGureimon no Fūin (Le sceau de BlackWarGreymon)                        | 4 mars 2001 28 janvier 2002       |
| Les spores noires d’un des enfants grandissent en une fleur noire. Le grand-père de Cody tente de convaincre Oikawa d’abandonner sa méchanceté, mais il échoue. Avant qu’Oikawa ne le tue, cependant, BlackWarGreymon se sacrifie et prend le coup. Le digimon méga mourant tente d’utiliser ses dernières forces pour sceller le portail digital. Il est révélé qu’Oikawa est possédé par une force maléfique, une que BlackWarGreymon reconnaît mais qu’il est incapable d’identifier. |                                    |                                            |                                                                                |                                   |
| 48 | La honte d’Oikawa                  | 恐怖! ベリアルヴァンデモン                 | Kyōfu! BeriraruVandemon (Horreur ! MaloMyotismon)                              | 11 mars 2001 29 janvier 2002      |
| Oikawa et les enfants infectés par les spores noires tentent d’aller dans le digimonde, mais, à cause du sacrifice de BlackWarGreymon, tentent d’y accéder par le biais d’un autre portail. La force le possédant s’expose et Gatomon reconnaît effroyablement cette force en entendant sa voix : Myotismon ! Il est celui qui cause tous les problèmes (excepté pour Daemon). Il revient sous sa forme la plus puissante, MaloMyotismon, utilisant le pouvoir des spores noires des enfants, et détruit cruellement Arukenimon et Mummymon. |                                    |                                            |                                                                                |                                   |
| 49 | La dernière frayeur                | 最後のアーマー進化                         | Saigo no Āmā Shinka (La dernière Armor Évolution)                              | 18 mars 2001 30 janvier 2002      |
| MaloMyotismon possède les digisauveurs à l’aide d’illusion de leurs rêves, mais Davis, dont le rêve était qu’ExVeemon puisse devenir plus puissant pour vaincre les opposants, les a guidé. Les autres suivent son exemple, ce qui permet la digivolution de tous les digimon. Malheureusement, l’attaque finale de tous les digimon repousse MaloMyotismon dans le digimonde, endroit dans lequel il est devenu plus puissant en absorbant les spores. Il commence alors à recouvrir les deux mondes de ténèbres. |                                    |                                            |                                                                                |                                   |
| 50 | L’éblouissement                    | ぼくらのデジタルワールド                   | Bokura no Dejitaru Wārudo (Notre Monde Digital)                                | 25 mars 2001 31 janvier 2002      |
| Les six digisauveurs, assistés de tous les digisauveurs dans le monde ainsi que d’Oikawa (n’étant plus possédé), détruisent MaloMyotismon en révélant leurs rêves et espoirs ce qui l’affaiblit. Tout le monde donne sa puissance à Imperialdramon Mode Combattant qui détruit l’esprit de MaloMyotismon avec son attaque Méga Crash. Oikawa est laissé mourant et tente d’utiliser le peu de sa force pour restaurer la paix dans le digimonde. Vingt ans plus tard, lorsque tout le monde possède un partenaire digimon dans le monde réel, les deux groupes de digisauveurs ont grandi et mûri, et leurs enfants ont maintenant le devoir de protéger les deux mondes. |                                    |                                            |                                                                                |                                   |

## DVD

### Édition japonaise
Toei Video, distributeur de la branche Toei Animation, commercialise un total de douze volumes de DVD unitaires de Digimon Adventure 02 au Japon entre le 21 janvier et le 7 décembre 2001. La série est également commercialisée en un coffret DVD de neuf disques le 22 décembre 2006, par Happinet Pictures.
| DVD (branche Toei Video) | DVD (branche Toei Video) | DVD (branche Toei Video) | DVD (branche Toei Video) | DVD (branche Toei Video) | DVD (branche Toei Video) | DVD (branche Toei Video) | DVD (branche Toei Video) | DVD (branche Toei Video) |
| Volume                   | Date de parution         | Disques                  | Épisodes                 |                          | Volume                   | Date de parution         | Disques                  | Épisodes                 |
| ------------------------ | ------------------------ | ------------------------ | ------------------------ | ------------------------ | ------------------------ | ------------------------ | ------------------------ | ------------------------ |
| 1                        | 21 janvier 2001          | 1                        | 4                        | 7                        | 21 juillet 2001          | 1                        | 4                        |                          |
| 2                        | 21 février 2001          | 1                        | 4                        | 8                        | 10 août 2001             | 1                        | 4                        |                          |
| 3                        | 21 mars 2001             | 1                        | 4                        | 9                        | 21 septembre 2001        | 1                        | 4                        |                          |
| 4                        | 21 avril 2001            | 1                        | 4                        | 10                       | 21 octobre 2001          | 1                        | 4                        |                          |
| 5                        | 21 mai 2001              | 1                        | 4                        | 11                       | 11 novembre 2001         | 1                        | 5                        |                          |
| 6                        | 21 juin 2001             | 1                        | 4                        | 12                       | 7 décembre 2001          | 1                        | 5                        |                          |

### Édition française
En France, les DVD de Digimon Adventure 02 sont initialement commercialisés à partir de 2002[réf. souhaitée].
LCJ Editions sort ensuite des coffrets « intégrale de Digimon » avec la deuxième saison dès 16 avril 2009, commercialisés à partir du troisième coffret pour vingt-trois épisodes, contenant les quatorze derniers épisodes de la première saison pour neufs épisodes de cette deuxième saison. Les épisodes 10 à 32 sortent dans un quatrième coffret le 16 octobre 2009 et les épisodes 33 à 50 sortent dans un cinquième coffret le 11 mai 2010.